# Рейклоф ван Гунс
Рейклоф ван Гунс (нід. Rijckloff van Goens; 24 червня 1619 — 14 листопада 1682) — тринадцятий генерал-губернатор Голландської Ост-Індії.

## Біографія
Родина Рейклофа ван Гунса походила зі Східної Фризії. В жовтні 1628 року разом з батьками вирушив до Батавії на кораблі «Buren». Він прибув до Ост-Індії 10 липня 1629 року. На жаль, місто невдовзі було взято в облогу Матарамським султанатом і батьки молодого Рейклофа померли протягом року. Ван Гуса взяв на виховання дядько, який і запросив його родину в колонії. Він недовгий час мешкав в голландських колоніях в Короманделі, а з 1 вересня 1634 року почав працювати помічником на складах Батавії. В 1639 році він став молодшим торговцем, а в 1640 році одружився з багатою вдовою.
Ван Гунс торгував в Палембанзі, деякий час був головою торговельного представництва Голландської Ост-Індійської компанії (VOC) в Джамбі, відвідував з дипломатичними місіями Аюттхаю і Матарам. Багато писав про свої подорожі до Цейлону, Індії і Яви. Його книга «Javaense Reise» є важливим джерелом знань для істориків. Особливо цінними є його записи про відвідування двору султана Агунга і про малайську культуру XVII століття.

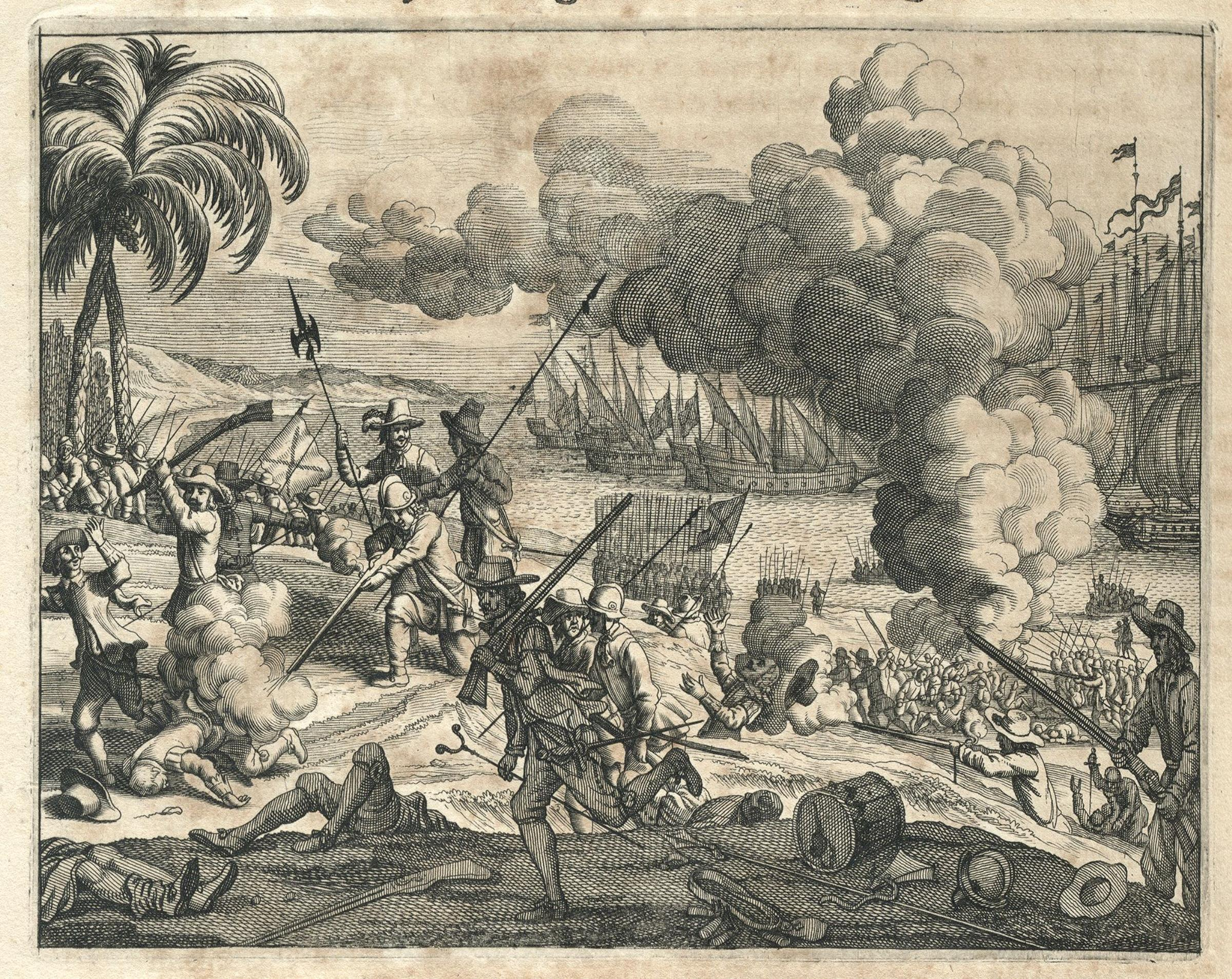
Захоплення Маннару під керівництвом Рейклофа ван Гунса. 1658 рік.

В 1649 році став членом Ради Юстиції, а в наступному — Ради Індії. В цей час він активно намагається витіснити португальців з Цейлону. В 1655 році повертається в Нідерланди, щоб особисто доповісти керівництву компанії про справи в колоніях і особисто звернути увагу на важливість захоплення цейлону. Він навіть розглядав можливість перенесеня столиці Ост-Індії з Батавії на Цейлон. Після повернення до колоній ще активніше взявся до боротьби з португальцями. Тричі з перервами стає губернатором Цейлону. Керівництво VOC було мало зацікавлене у веденні бойових дій, однак ван Гунсу таки вдалося добитися відправлення йому на допомогу військового флоту. Врешті, з падінням міста Кочін в 1663 році війну було припинено. Хоч ван Гунсу і не вдалося повністю вибити португальців з Азії (у них залишались Гоа і Макао), однак з Цейлона і Коромандела вони були витіснені.
В 1672 році він бився проти французького флоту, який намагався заснувати базу в Тринкомалі.
В 1675 році він, залишивши на посаді губернатора Голландського Цейлону свого сина, Рейклофа ван Генса де Йонге, переїжджає до Батавії, де стає генеральним директором, другою людиною в колоніях після генерал-губернатора Матсайкера. Після його смерті в 1678 році він сам стає генерал-губернатором.
На новій посаді намагався за допомогою сина продовжувати агресивну політику на Цейлоні. Однак, керівництво компанії хотіло обмежити присутність VOC лише в ключових портах і на узбережжі. Цейлон і Мандарам, на іх думку, могли небезпечно обтяжити VOC. Крім того, ван Гунсу активно протистояв його суперник, Хендрік ван Реде. Він звинувачував ван Гунса в корупції і марнотратстві.
В 1679 році, попри протест ван Гунса, його сина зняли з посади губернатора Цейлону і перевели до Батавії. На цьому закінчився 20-річний період, коли Рейклоф і його син визначали політику Цейлону. В цьому ж році Рейклоф ван Гунс подав прохання про відставку. Він повернувся в Нідерланди лише через два роки. Помер 14 листопада в Амстердамі. Похований в Гаазі.